# Lophoptera luctuosa
Lophoptera luctuosa là một loài bướm đêm trong họ Noctuidae.